# Luxembourg au Concours Eurovision de la chanson 1980
Le Luxembourg a participé au Concours Eurovision de la chanson 1980, le 19 avril à La Haye aux Pays-Bas. C'est la 24e participation luxembourgeoise au Concours Eurovision de la chanson.
Le pays est représenté par le duo Sophie & Magaly et la chanson Papa Pingouin, sélectionnés en interne par Télé Luxembourg.

## Sélection interne
Le radiodiffuseur luxembourgeois, Télé Luxembourg (RTL), choisit l'artiste et la chanson en interne pour représenter le Luxembourg au Concours Eurovision de la chanson 1980.
Lors de cette sélection, c'est la chanson Papa Pingouin, écrite par Pierre Delanoë et Jean-Paul Cara et composée par Ralph Siegel, Bernd Meinunger et interprétée par le duo français des sœurs jumelles Sophie & Magaly, qui fut choisie avec Norbert Daum comme chef d'orchestre.
| Ordre | Interprète      | Chanson       | Langue   |
| ----- | --------------- | ------------- | -------- |
| 1     | Sophie & Magaly | Papa Pingouin | Français |

## À l'Eurovision

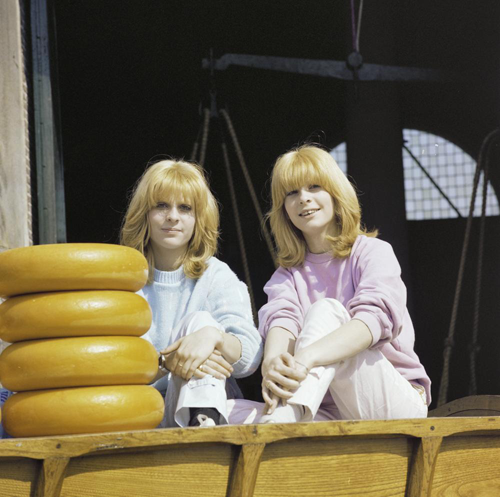
Sophie & Magaly le 15 avril 1980, lors des séances photographiques de l'Eurovision 1980.

### Points attribués par le Luxembourg
| 12 points | Pays-Bas    |
| 10 points | Suède       |
| 8 points  | Royaume-Uni |
| 7 points  | Irlande     |
| 6 points  | Espagne     |
| 5 points  | Suisse      |
| 4 points  | Portugal    |
| 3 points  | Allemagne   |
| 2 points  | France      |
| 1 point   | Grèce       |

### Points attribués au Luxembourg
| 12 points | 10 points  | 8 points                           | 7 points           | 6 points             |
| --------- | ---------- | ---------------------------------- | ------------------ | -------------------- |
|           |            | - Belgique - Irlande - Royaume-Uni | - France - Norvège | - Suède              |
| 5 points  | 4 points   | 3 points                           | 2 points           | 1 point              |
|           | - Danemark | - Espagne - Finlande               |                    | - Autriche - Turquie |

Sophie et Magaly interprètent Papa Pingouin en 4e position lors de la soirée du concours, suivant la Grèce et précédant le Maroc.
Au terme du vote final, le Luxembourg termine 9e sur les 19 pays participants, ayant obtenu 56 points,.